# 야카 비욜
야카 비욜(슬로베니아어: Jaka Bijol, 1999년 2월 5일 ~ )은 슬로베니아의 프로 축구 선수로, 현재 프리미어리그의 클럽 리즈 유나이티드와 슬로베니아 국가대표팀에서 센터백으로 활약하고 있다. 처음에는 수비형 미드필더였으나 2021-22년 시즌에 현재의 포지션으로 전환했다.

## 구단 경력
2018년 6월 22일, CSKA 모스크바는 비욜과 루다르 벨레네의 5년 계약을 체결했다고 발표했다. 2020년 9월 18일, 비욜은 1년간 하노버 96으로 임대되었다.
2022년 7월 14일, 비욜은 세리에 A 클럽 우디네세와 4백만 유로가 넘는 이적료로 5년 계약을 체결했다. 2023년 11월, 그는 발 부상을 당해 두 달 넘게 경기에 출전하지 못했다.

## 국가대표팀 경력
2018년 10월 13일, 비욜은 2018-19년 UEFA 네이션스리그에 노르웨이와의 경기에서 슬로베니아 국가대표팀으로 데뷔했지만 슬로베니아는 1-0으로 패했다. 그는 2022년 3월 26일, 크로아티아와의 친선 경기에서 첫 골을 넣으며 1-1 무승부를 기록했다.
그는 UEFA 유로 2024에 참가할 마티아시 케크 감독의 슬로베니아 선수 26명 명단에서 선발되었다.